# Hospicijum
Hospicijum (od лат.  — „svratište, konačište”) je ustanova za smeštaj osoba koje pate od teških i često neizlečivih bolesti i savremenim rečnikom rečeno zahtevaju palijativnu negu. U ovim ustanovama koje datiraju iz ranog srednjeg veka i koje su prvo služile za smeštaj hodočasnika i siromaha, vremenom su prerasle u ustanove u kojim su štićenicima sve do njihove smrti pružani najbolji mogući uslovi za kvalitetan života i ublažavaju patnji izazvanih starenjem organizma, hroničnom bolešću i napuštenošču od najbližih srodnika.

## Savremena definicija
Hospicijum je ustanova za lečenje, prevenciju i pružanje medicinske nege neizlečivim bolesnicima, koja deluje na teret lokalnog budžeta, dodatnih sredstava (donacija) od strane preduzeća, sponzora, dobrotvornih donacija organizacija, fizičkih i pravnih lica.

## Opšte informacije
Na osnovu eropska konvencija o ljudskim pravima određeno je da pacijenti imaju pravo na medicinsku zaštitu sve do smrti, i u sklopu toga pravo na dostojanstvenu smrt.
Svako se pravedno i dostojanstveno ljudsko društvo određuje prema svom stavu i pogledu na one koji pate te kako se prema njima odnosi. Suzbijanje i uspešno ublažavaje bolova i tegoba teške bolesti koja stalno napreduje i ne reaguje na lečenje več permanentno vodi u smrt, zahteva posebnu pažnju društva.
Hospicijum kao ustanova koja datira još iz sredweg veka u 21. veku dobija novi pristup kojim se želi teško bolesnim i umirućim osoba šansa na drugojačiji život, koji treba da im omogući da žive bez bolova, sa što manje patnji. Takvoj osobi prijem u spcijalnu ustanovu treba dati podršku da što uspešnije promeni plan dosadašnjeg lečenja, vrstu bolničku nege i oblike samopomoći.
Većina pacijenata koji imaju potrebu za hospicijumom, danas ima terminalne karcinome.

## Istorija
Pojam je nastao u srednjem veku, a u prvobitnom značenje se proširilo širom Evrome i zadržao do današnjih dana, kada je postao aktuelan, u skldu sa savremenim mediicinskim pravom.
U Francuskoj je u srednjem veku osnovano nekoliko hospicijuma, kao što je npr bio onaj u Saint-Émilionu, naselju na hodočašnićkom putu (Put Svetog Jakova) za Santiago de Compostelu, na kome je od 11. veka pa nadalje izgrađeno mnogo crkava, samostana i hospicijuma.
Početci hospitalne zdravstvene službe u Puli se vezuju uz hospicijum za siromašne i stare, bolesne osobe iz 12. veka, kasnije u 14. veku one su premštene unutar gradskih zidina na lokaciju pored Kaštela. Ovde je hospicijum ostao sve do 1842. godine, kada je preseljen u sadašnju Ulicu Sergijevaca.
U Splitu je na Poljudu podignut franjevački samostan na mestu zapuštene crkve i hospicijuma.
Poznati svjetski besplatni hospicijum za siromašne je Dom čista srca ("Nirmal Hriday") Majke Tereze. Taj preuređeni napušteni hinduistički hram je postao mestom u kojemu su smeštani neizlečivi bolesnici svih vera, kojima je pružena medicinska nega i prilika, da preminu dostojanstveno, a ne kao prosjaci napušteni od društva na ulici.
Razmišljajući kao duhovnik Sveti Sava je shvatio suštinu pravoslavnog hrišćanstva i vizantijskog filozofije, i deo života posvetio je hodočašću (izuzetno važnom periodu za njegov duh i telo), postavši tako prvi „srpski svetski putnik“. Kao član dinastije Nemanjića, on je postao i duhovni otac Srbije. Njegova zasluga nije se ogleda samo u osnivanju prvih srpskih bolnica i manastirske medicine u njima već i u socijalnoj zaštiti (uključu tu i brigu starim i siromašnim osobama) osnivanjem hospicijuma prvo za hodočasnika a onda i za ostala lica. Sa njim, Srbija je dostigla svoj „zlatno doba,“ a 13. vek u Srbiji se može nazvati periodom „srpske renesanse“. Imajuči sve ovo u vidu Teodosije (monah) ga je prozvao trinaestim apostolom.

## Pokret „Hospicijum”
Pokret „Hospicijum“ (konačište), nastao je nakon Drugog svetskog rata u Velikoj Britaniji i SAD, a koriene vuče još od 11. veka od kada se razvijao u hrišanskim manastirima i crkvama širom Evrope.
Osnovan je sa ciljem da se bavi potrebama pacijenata na samrti, „iako je u Nemačkoj otišao i korak dalje – jer se u okviru ovog pokreta deca podučavaju šta znači smrt i kako da prevaziđu bol u slučaju da im umre neko od bližnjih.”
„Hospicijum“ je moderni pokret, iako je nastao na tradicijama hrišćanstva, u zdravstvenoj zaštiti koji se bavi procesom umiranja i usmerava pažnju na potrebe pacijenata na samrti.

## Spoljašnje veze
Mediji vezani za članak Hospicijum na Vikimedijinoj ostavi